# Alexandre-Edmond Becquerel
Alexandre-Edmond Becquerel (París, 24 de marzo de 1820-11 de mayo de 1891) fue un físico francés que estudió el espectro solar, el magnetismo, la electricidad y la óptica. Es conocido por su trabajo en la luminiscencia y la fosforescencia.
Fue hijo de Antoine César Becquerel y padre de Henri Becquerel. Descubridor del efecto fotovoltaico, fundamental para las células fotoeléctricas, en 1839.